# Lone Star (1996)
Lone Star is een Amerikaanse dramafilm uit 1996 onder regie van John Sayles.

## Verhaal
Op een dag ontdekt sheriff Sam Deeds een veertig jaar oud geraamte op de Texaanse prairie. Hij gaat op onderzoek uit en naarmate hij meer te weten komt over het verleden van zijn stad, komen er ook feiten aan het licht over zijn vader, die destijds zelf een corrupte sheriff verving.

## Rolverdeling
| Acteur              | Personage     |
| ------------------- | ------------- |
| Chris Cooper        | Sam Deeds     |
| Elizabeth Peña      | Pilar Cruz    |
| Joe Morton          | Delmore Payne |
| Clifton James       | Hollis Poque  |
| Míriam Colón        | Mercedes Cruz |
| Kris Kristofferson  | Charlie Wade  |
| Ron Canada          | Otis Payne    |
| Matthew McConaughey | Buddy Deeds   |
| Tony Plana          | Ray           |
| Frances McDormand   | Bunny         |